# Pile of Skulls
Pile of Skulls és un àlbum de heavy metal de Running Wild publicat el 1992. Era el primer àlbum gairebé completament dominat per l'escriptor de cançons líder del grup, Rolf Kasparek però queda un favorit aficionat.
La cançó "Jennings' Revenge" es basa en les proeses de Henry Jennings.

## Cançons
1. "Chamber Of Lies" – 2:21
2. "Whirlwind" – 4:51
3. "Sinister Eyes" – 5:05
4. "Black Wings Of Death" – 5:17
5. "Fistful Of Dynamite" – 4:05
6. "Roaring Thunder" – 5:56
7. "Pile Of Skulls" – 4:39
8. "Lead Or Gold" – 5:06
9. "White Buffalo" – 5:16
10. "Jennings' Revenge" – 4:17
11. "Treasure Island" – 11:14
12. "Beggars' Night" (Rerecording from Under Jolly Roger) (Bonus) – 4:57
13. "Hanged, Drawn And Quartered" (Bonus) – 4:39
14. "Win Or Be Drowned" (Bonus)– 4:17
15. "Uaschitschun '92" (Rerecording from Port Royal) (Bonus) – 5:03

(1)-(6), (8)-(12), (15) : música & lletra per Rolf Kasparek

(7) : música: Axel Morgan, lletra: Axel Morgan/Rolf Kasparek

(13) : música: Axel Morgan, lletra: Axel Morgan

(14) : música: Rolf Kasparek, lletra: Rolf Kasparek & Thomas Smuszynski